# ポルトカンノーネ
ポルトカンノーネ（イタリア語: Portocannone）は、イタリア共和国モリーゼ州カンポバッソ県にある、人口約2,500人の基礎自治体（コムーネ）。

## 地理

### 位置・広がり

#### 隣接コムーネ
隣接するコムーネは以下の通り。
- カンポマリーノ
- グリオネージ
- サン・マルティーノ・イン・ペンシリス
- テルモリ